# Bonaforth
Bonaforth is een dorp in de gemeente Hann. Münden in het Landkreis Göttingen in Nedersaksen in Duitsland. Het dorp, gelegen op 3 km ten zuidwesten van de stad, aan de Fulda, wordt voor het eerst vermeld in een oorkonde uit 1318. Bonaforth werd in 1973 bij Hann. Münden gevoegd, zie verder aldaar.

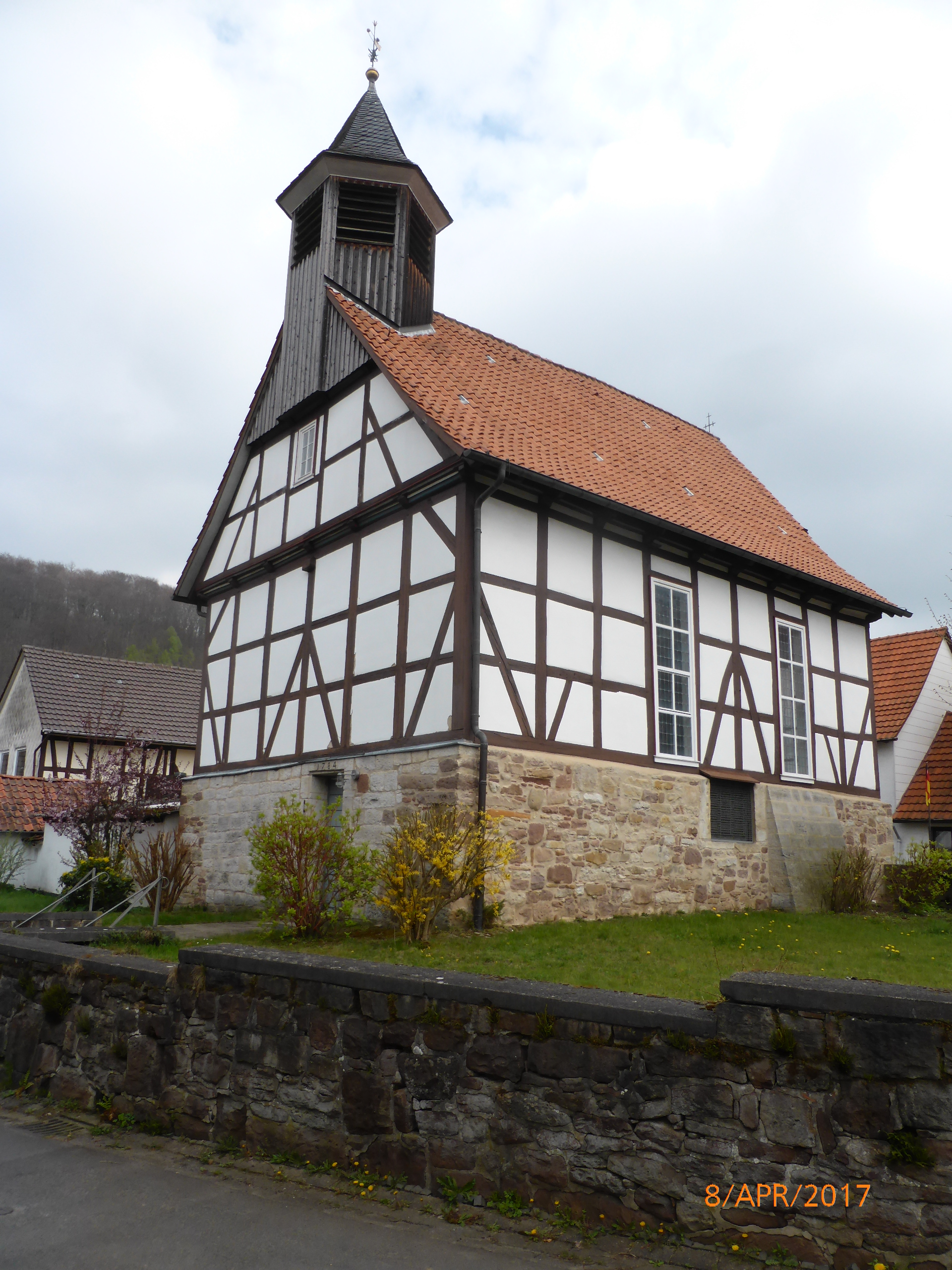
Kapel (17e eeuw) te Bonaforth
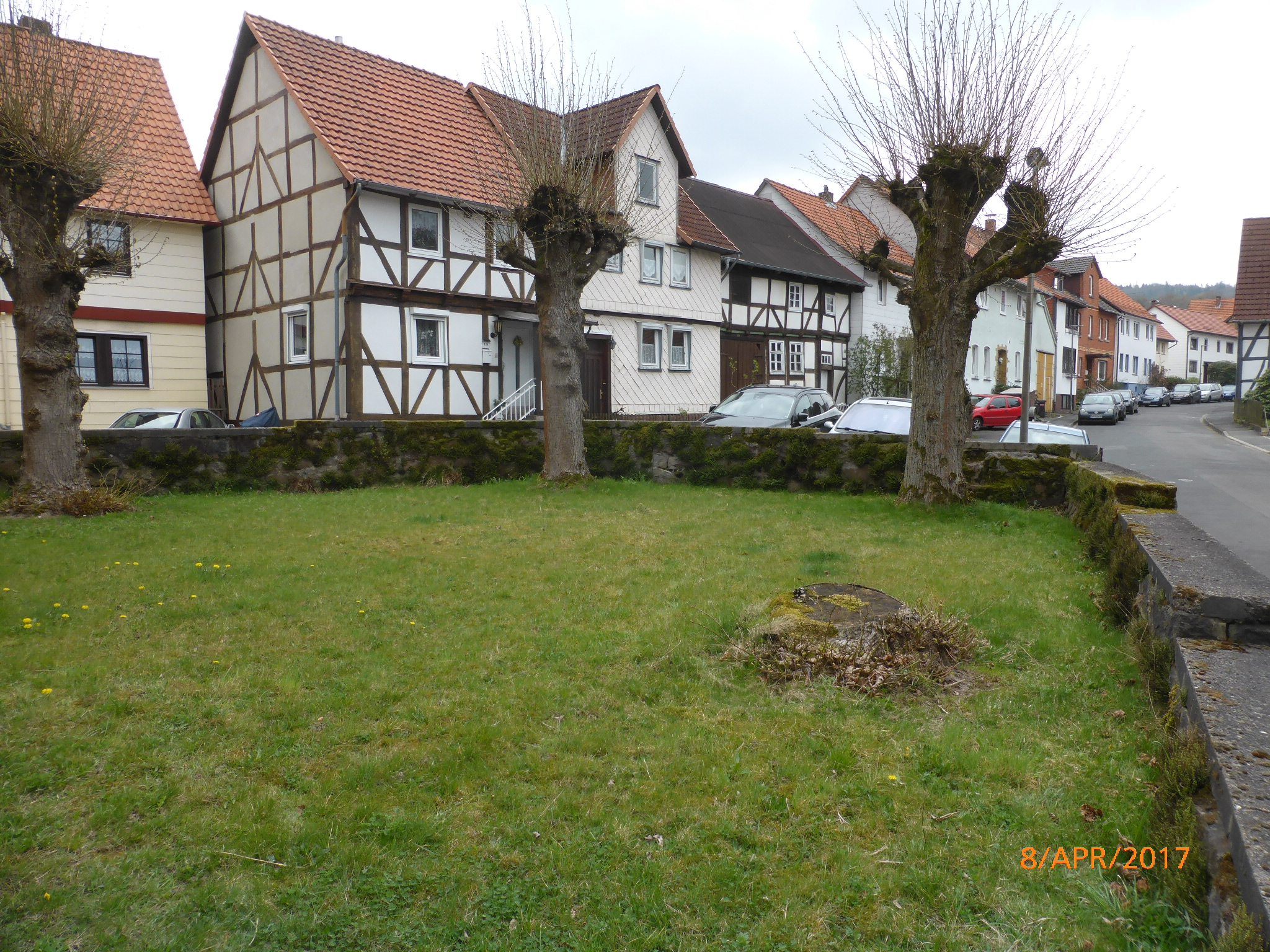
Kerkhof
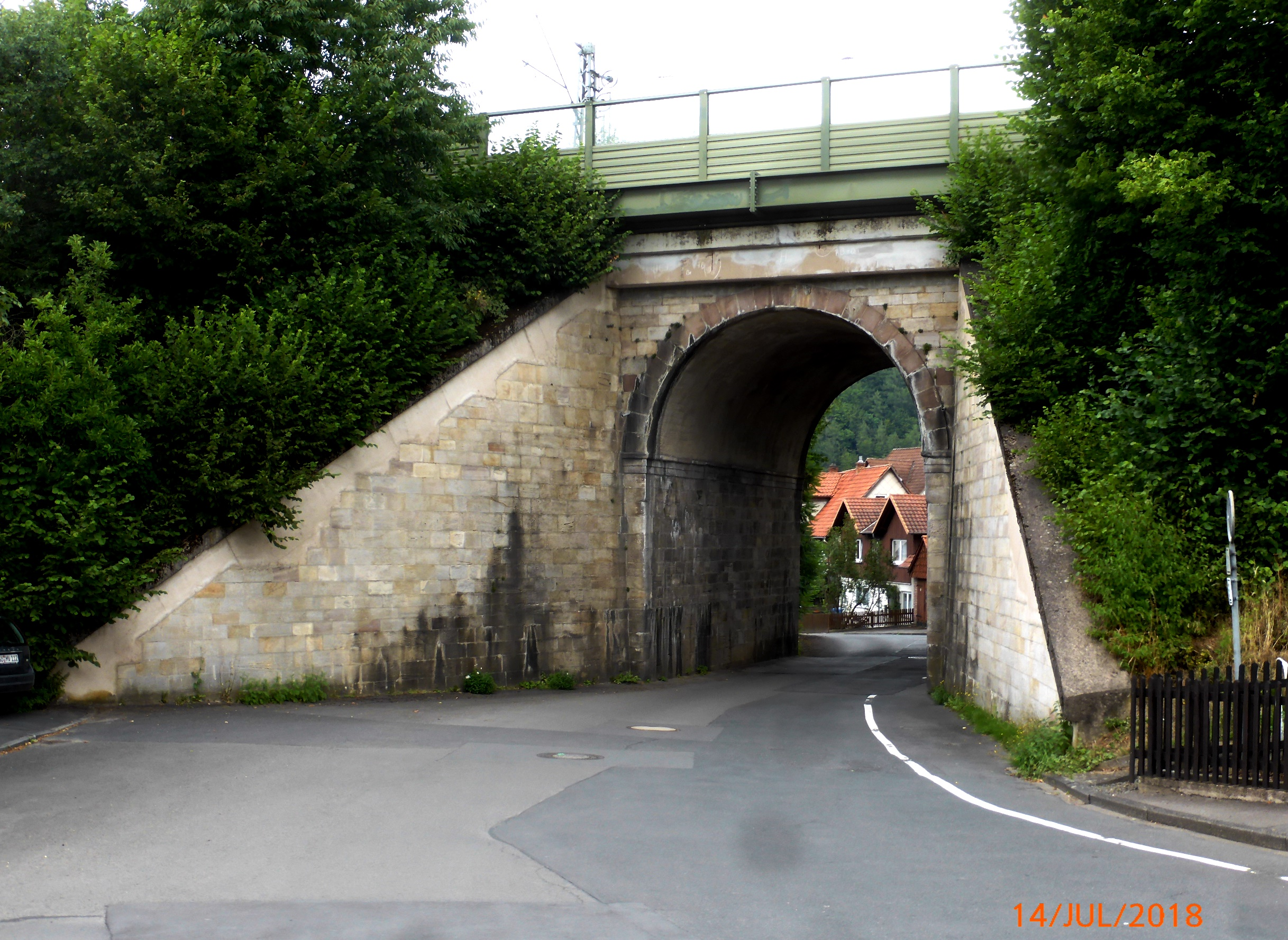
Spoorbrug te Bonaforth